# Edmondo de Amicis
Edmondo de Amicis, nascut a Oneglia el 21 d'octubre de 1846 i mort a Bordighera l'11 de març de 1908, fou un escriptor, un periodista i un pedagog italià. És sobretot conegut com a autor del llibre Cor (Cuore en la versió original), un llibre per a nens presentat com el diari d'un jove alumne italià.

## Biografia
Nascut a Oneglia, a Ligúria, província pertanyent al regne de Sardenya (Piemont), pertanyia a la petita burgesia. El seu pare era funcionari del regne de Savoia, responsable de les sals i tabacs.
Va estudiar a Cuneo, a continuació va marxar l'any 1862 a Torí, capital del jove regne italià, per fer-hi els seus estudis superiors. A l'edat de setze anys, va entrar a l'Acadèmia militar de Mòdena, on va esdevenir oficial..
El 24 de juny de 1866, va participar en la batalla de Custoza al curs de la tercera guerra d'Independència italiana en tant que sotstinent i va presenciar la derrota patida per Savoia enfront de les tropes austríaques.. Des d'aquesta època, no obstant això, considera la disciplina militar i els valors que comporta (sobretot el patriotisme) com a models possibles d'educació.
Va escriure a Florència, on havia anat en comissió de servei, i va relatar escenes sortides de les seves experiències en primera línia. Aquests textos es van reunir l'any 1868 amb el títol La Vida militar (o Escenes de la vida militar), apareguda per primera vegada a L'Italia, periòdic depenent del Ministeri de la Defensa.. Aquestes escenes mostren una visió idealitzada de l'exèrcit i de la seva missió educadora, fins i tot en temps de pau.
L'èxit d'aquesta labor va permetre deixar l'exèrcit per ocupar-se més de periodisme. Es va afegir al personal del periòdic romà La Nació i fou testimoni de la presa de la ciutat l'any 1870.
Abandona definitivament l'exèrcit l'any 1871. per consagrar-se a l'escriptura. Escriu llavors un cert nombre de relats de viatges: Espanya (1872 o 1873), Records de Londres (1873 o 1874), Holanda (1874), Marroc (1876), Constantinople (1878), Records de París (1879).
Una nova edició de Constantinople va aparèixer el 2005 amb un prefaci d'Umberto Eco.
Inspirat per la vida escolar dels seus fills Furio i Ugo escriu la que es considera la seva obra més gran: el 17 d'octubre de 1886, el primer dia d'escola, publica el llibre Cor (Cuore en italià), en la casa d'edició d'Emilio i Giuseppe Treves.. Fou immediatament un gran èxit, i en alguns mesos va superar les quaranta edicions italianes per arribar a un milió d'exemplars l'any 1923.Cor té més de dues-centes traduccions en el món.
El llibre, ric en idees morals, reutilitza els mites al voltant del Risorgimento italià, i fa l'elogi de la creació d'Itàlia al curs del decenni precedent.
Dels crítics literaris consideren que el llibre Cor és una labor fortament inspirada per la moral maçònica, en la qual la religió catòlica dels Italians fou reemplaçada per la religió laica de la Pàtria, l'Església per l'Estat, el fidel pel ciutadà, els deu manaments pel Codi Civil, l'Evangeli per la Constitució i els màrtirs pels herois. De Amicis es va iniciar en franc-maçoneria en la lògia Concordia de Montevideo, obedient de la Gran Lògia de l'Uruguai.
Des dels anys 1890 Edmondo de Amicis s'interessa pel socialisme que acaba per adoptar oficialment en 1896.. Aquest canvi es percep en les seves obres ulteriors per l'atenció prestada a les capes populars, i ret obsolet el nacionalisme latent que havia inspirat el llibre Cor.
Escriu a continuació De l'oceà (1889) sobre la sort dels emigrats italians, inspirat d'un viatge que havia fet l'any 1884 a Amèrica del Sud, la Novel·la d'un mestre (1890) vist per un mestre d'escola, l'Amor i la Gimnàstica (1892), i d'uns altres llibres en els quals les seves preocupacions socials es manifesten. Va escriure igualment pel Crit del poble de Torí diversos articles d'inspiració socialista, que després foren reagrupats en el llibre La Qüestió social (1894).
Va escriure finalment la Llengua de la naturalesa (1905), Records d'un viatge a Sicília (1908) i Nous retratats literaris i artístics (1908). Una novel·la inacabada a la seva mort es va titular Primer de Maig i conta la història d'una família burgesa de Torí, convertida al socialisme.
Els últims anys de la seva vida van estar marcats per una situació familiar difícil, entre la mort de la seva mare amb qui era molt íntim, els conflictes amb la seva dona Teresa Boassi, i el suïcida del seu fill Furio. Va morir el 1908 a l'Hotel de la Reina de Bordighera, que era l'antiga Casa Coraggio, la residència del cèlebre escriptor escocès George MacDonald.

## Obres
- 1868 : Bozzeti di vita militare (Escenes de la vida militar)
- 1872/1873 Spagna (Espanya)
- 1873/1874 Ricordi di Londra (Records de Londres)
- 1874 Olanda (Holanda)
- 1876 Marocco (Marroc)
- 1878 Costantinopoli (Constantinoble)
- 1879 Ricordi di Parigi (Records de París)
- 1880 Els efectes psicològics del vi
- 1883 I due amici (Els dos amics), novel·la en dos volums
- 1886 Cor (Cuore)
- 1889 Sull'oceano (Sobre l'oceà), en principi titulat I nostri contadini in America (Els nostres paisans a Amèrica)[7]
- 1890 Ell romanzo di un maestro (La novel·la d'un mestre)
- 1892 Amore e ginnastica (Amor i gimnàstica)
- 1894 Questione social (La qüestió social)
- 1895 Maestrina degli operai (La petita mestra d'escola dels obrers)
- 1899 La carrozza di tutti (La carrossa de tots)
- 1906 La Tentazione della bicicletta (La temptació de la bicicleta)
- 1906 L'idioma gentile (La llengua gentil): Edmondo de Amicis afirma en aquest llibre que el domini de la llengua italiana potser és un mitjà de lluita contra les desigualtats socials[8]
- 1908 Ricordi d'un viaggio in Sicilia (Records d'un viatge a Sicília)
- 1908 Nuovi ritratti letterari e artistici (Nous retratats literaris i artístics)